# 飯島緋梨
飯島 緋梨（いいじま あかり、2004年2月20日 - ）は、日本の元ファッションモデル。
東京都出身。ヒラタオフィスに所属していた。バラエティ番組『Let's天才てれびくん』てれび戦士（2014年度 - 2016年度）で知られる。
「緋梨」とは、「太陽のように明るくあかりを照らす温かい子になってほしい」であり、「緋色とは太陽のように赤い鮮やかな朱色」でもあるという意味も込められている。

## 略歴
2007年、ヒラタビーンズに所属、ファッションモデルとして芸能界にデビュー。2010年、女優業に進出。2016年4月、ヒラタオフィス所属。

## 出演

### 映画
- にほんのうた〜椰子の実〜（2010年）
- 今日、恋をはじめます（2012年）日比野つばき（幼少） 役
- 八重子のハミング（2016年）水本早紀（幼少） 役

### 劇場版アニメ
- かぐや姫の物語（2013年）伊 役

### テレビドラマ
- 金曜プレステージ 目線（2010年、フジテレビ）堂島あかり（幼少） 役
- それでも、生きてゆく（2011年、フジテレビ）2話・野田凛花 役
- 特命戦隊ゴーバスターズ（2012年、テレビ朝日）43話・ゆみ 役
- ゴーストママ捜査線（2012年、日本テレビ）1年生生徒 役
- 聖なる怪物たち（2012年、テレビ朝日）8話・日向圭子 役
- 今日の日はさようなら（2013年、日本テレビ）富士岡小春（幼少） 役
- フレネミー 〜どぶねずみの街〜（2013年、日本テレビ）美幸 役
- ソドムの林檎〜ロトを殺した娘たち（2013年、WOWOW）宮村恵（幼少） 役
- CLAMPドラマ ホリック〜xxxHOLiC〜（2013年、WOWOW）第3話・少女あやかし 役
- 明日、ママがいない（2014年、日本テレビ）ユミ 役
- 大富豪同心 第9話「刺客と揚羽蝶(あげはちょう)!」 （2019年7月5日、NHK BSプレミアム）菊野（少女期） 役

### インターネットテレビ

#### ドラマ
- オンナ♀ルール（2013年、NOTTV）第5話

### CM
- 日本ケミファ「ゆびきり篇」（2008年 - 2010年）
- 日本ハム（2009年 - 2010年）スチール
- ケンタッキーフライドチキン（2009年）
- BRITA、ポット型浄水器（2010年 - 2012年）
- ヤマハ、アップライトピアノ（2011年 - ）スチール
- ROUND1「家族割篇」（2011年）
- メガネスーパー「ストレートトークwith子供店員篇」（2011年）
- ツムラ、バスクリン（2011年）
- エバラ食品、蒸し鍋のたれ（2011年 - 2012年）
- 龍角散、のどすっきり飴（2011年 - 2013年）
- サンスター「つながっていく人生篇」（2012年 - 2013年）
- SUBARU「Your Story with 将来の夢篇」（2012年 - 2016年）
- 森永製菓、エンジェルのつばさプロジェクト（2012年 - ）スチール
- MSD、子宮頸がん予防「未来へ篇」（2012年 - ）
- ユニバーサル・スタジオ・ジャパン、ハロウィーン（2013年 - ）
- 日本マクドナルド、シェアポテト/シェアナゲット「ひとつの応援団篇」（2013年 - 2014年）

### PV
- ナオト・インティライミ「ありったけのLoveSong」（2010年）
- lecca「マタイツカ」（2011年）

### ネット配信
- ベネッセコーポレーション「BE-GO」（2009年8月 - ）
- Canon「ビデオカメラiVIS」（2010年1月 - ）
- 東京ガス「東京ガスストーリー2 床暖房篇」（2011年10月 - ）

### バラエティ
- Let's天才てれびくん（2014年3月31日 - 2017年3月30日、NHK Eテレ）てれび戦士
- 天才てれびくんhello,（2020年10月7日、NHK Eテレ）

## 書籍

### 雑誌連載
- 日経エコロジー別冊 ecomom（2007年）
- おともだち ピンク（2008年 - 2010年、講談社）
- スック 子供服秋号（2008年）
- ファミリーじゃらん（2009年、リクルート）
- 暮らす服2009年春（千趣会）
- イトーヨーカドー カタログ（2009年）
- ディズニープリンセス らぶ&きゅーとvol.3（2010年、学習研究社）
- 小学一年生 入学準備号（2011年、小学館）
- なかよし共和国2011春号（NISSEN）
- チャイルド2011春夏（千趣会）